# Caimegohou
Caimegohou ist eine osttimoresische Aldeia im Suco Maumeta (Verwaltungsamt Bazartete, Gemeinde Liquiçá). 2015 lebten in der Aldeia 721 Menschen.

## Geographie
Caimegohou liegt im Osten Maumetas. Nördlich und westlich liegt die Aldeia Nartutu und südlich die Aldeias Maumetalau und Darmudapu. Im Osten grenzt Caimegohou an den Suco Lauhata. Den Grenzfluss zu Lauhata bildet der Carbutaeloa, dessen Quellfluss Nunupupolo einen Teil der Grenze zu Darmudapu bildet. Der Ort Caimegohou befindet sich nah der Mündung des Nunupupolo in den Carbutaeloa. Ansonsten besteht die Besiedlung nur noch aus einzeln stehenden Häusern weiter westlich und südwestlich.

## Politik
2023 wurde Arlindo Maria dos Santos zum Chefe de Aldeia gewählt.